# Vorderseespitze
Die Vorderseespitze ist ein Gipfel in den Lechtaler Alpen, Tirol, Österreich. Mit 2889 m ü. A. ist sie der achthöchste Berg der Lechtaler Alpen. Durch ihre Südostflanke führt der Lechtaler Höhenweg, Teilabschnitt Kaiserjochhaus - Ansbacher Hütte. Die Erstbesteigung erfolgte laut Literatur 1855 durch Einheimische aus Kaisers im Lechtal.

## Aufbau
Die Vorderseespitze ist aus dem Sedimentgestein Hauptdolomit aufgebaut und stellt den höchsten Hauptdolomit-Gipfel der Nördlichen Kalkalpen dar. In der Nordostflanke liegt der kleine, zungenförmige und spaltendurchzogene Vorderseeferner (größter Gletscher der Lechtaler Alpen). Der Berg ist von der Aperriesspitze (2588 m) durch das Hinterseejoch (2482 m) getrennt. Westlich dieses Jochs liegt in einem Kar der Hintersee, östlich der Scharte der namensgebende Vordersee. Nachbargipfel im Norden ist die Feuerspitze.

## Stützpunkt und Touren
Stützpunkt für eine Besteigung ist die Ansbacher Hütte auf 2376 Meter Höhe. Der Normalweg, der leichteste Aufstieg, führt entweder über den Nordgrat, laut Literatur im Schwierigkeitsgrad UIAA II, oder über durch die Nordostflanke, ebenfalls im UIAA-Grat II. Ein Anstieg über den Ostgrat ist geringfügig schwerer. Die Gehzeiten betragen in der Regel dreieinhalb Stunden von der Ansbacher Hütte. Die Nordostflanke ist auch als Extremskitour möglich.